# Römi
A römi (Rummy) kártyajátékok egy csoportjának összefoglaló neve. Közös bennük, hogy a játék során a hasonló kártyalapokat össze kell párosítani. Bár a „römi” szó alatt gyakran egy specifikus römiváltozatot értenek (pl. ginrömi), tágabb értelemben több különböző kártyajátékra utalhat, köztük pl. a kanasztára vagy akár a madzsongra is.
Legtöbb változatát dzsókerekkel kiegészített francia kártyával játsszák. 3 egyforma lap esetén új osztás!
| Magyar kártya színei | piros | tök  | makk  | zöld |
| Römi színei          | kőr   | káró | treff | pikk |

## Handrömi

### Kártya
francia, 2×52 lap + 4 vagy 6 dzsóker
Játék típusa: gyűjtő-lerakó
Játékosok: 2, 3, 4, 5, 6
2-4 személy játékánál 2 csomag francia sorozatjelű kártyát használunk. 5-6 játékos 3 csomag kártyával játsszunk, 3×52 lappal és 9 dzsókerrel. Közös megegyezéssel a dzsókerek használata mellőzhető, sőt a szerencse elemek csökkentése miatt ajánlatos.
Egy játszma (buli) hét osztásból áll. A játszmát megnyeri az a személy, aki összesített eredményeit tekintve a legkevesebb pontot gyűjtötte.

### A játék célja
A kézlapokat szabályos kombinációkban asztalra rakni úgy, hogy az utolsó kártya a dobóhalomba kerüljön. Ez történhet kézből (ezt hívjuk handolásnak) és szakaszos lerakás után. Handolásnál a játékos valamennyi lapját egyszerre teszi le, szakaszos lerakásnál pedig kombinációi több részletben kerülnek az asztalra. Mindkét esetben megengedett a szúrás, azaz a saját magunk, vagy a többi játékos által lerakott lapcsoport kiegészítése.

### A lapok pontértéke
A számozott lapok pontértéke azonos a rajtuk lévő számmal; a bubik, dámák és királyok 10-10, az ászok 11 pontot érnek, a dzsókereket a helyettesített lap értékével számoljuk, illetve kézben maradva 20 ponttal. Kivéve, ha 2 előzi meg!

### A römiben kétféle kombináció gyűjthető a kártyalapokból
1. sor: azonos színű, rangban egymást követő, legalább három lapból álló sorozatok. Pl. pikk 4, pikk 5, pikk 6 vagy kőr 9, kőr 10, kőr bubi, kőr dáma, kőr király. A lejátszásban a sorok utólagos megosztására, átrendezésére nincs lehetőség. Az ászokat felhasználhatjuk ász, 2, 3, illetve a dáma, király, ász kombinációkban is. Az ász tehát lehet egy sorozatban a legkisebb és a legmagasabb lap is. A teljes színsorozatban csak két helyen szerepelhet az ász: vagy a 2, vagy a király mellett. Minden sorozatban egy dzsóker is használható egy tetszés szerinti kártya helyettesítésére.
2. csoport: azonos rangú, de különböző színű lapok. Pl. három lapból álló csoport: kőr 8, pikk 8, treff 8 (terc); négy lapból álló csoport: káró ász, kőr ász, pikk ász, treff ász. (kvárt) Ha a játékosok megállapodtak dzsókerek használatában, bármely sor és csoport egy lapját dzsóker helyettesítheti. Fontos és általános szabály, hogy egy csoportban nem szerepelhet két azonos színű kártya.

### A játék menete
A römi minden mozzanata jobbra tartással történik. A játékosok közösen keverik meg a kártyacsomagot. Az osztó egyesíti a különválasztott halmokat, újra kever rajta, és emelésre kínálja azt a tőle balra ülő játékosnak. Ő tetszése szerinti halmot emel a kártyacsomagból. Az alsó kártyát képével felfelé fordítva az asztal közepére teszi (ezt nevezzük handlapnak vagy cserelapnak). Az emelt rész kerül alulra, az asztalon hagyott rész pedig felülre. Dzsókerrel történő játéknál különös ceremónia kísérheti az emelést. Az emelő a kártyahalom alsó lapjait bemutatja a játékosoknak, és ha dzsókert talál ezek között, az alábbiak szerint osztja ki: első lapként az emelőé, másodikként az osztóé, a többi pedig balra tartással az ülésrend szerint kerül kiosztásra. Cserelapként az első természetes lap lesz felütve.
Az osztó egyesével, kettesével vagy hármasával zártan adja a lapokat a játékosoknak. A tőle jobbra ülő 15, a többiek 14-14 kártyát kapnak. Aki esetleg az emelésnél dzsókert kapott, annak egy lappal kevesebbet osztanak. A megmaradó csomagot a cserelapra helyezi, félig fedve azt. Ez a halom a továbbiakban húzható talonként szerepel a játékban.
A cserelap szerepe kettős. Először az osztást követő húzáskörben cserélheti a soron következő játékos egy tetszőleges lapra. Másodlagos szerepe, hogy a kézből történő befejezésnél használhatja fel bármelyik játékos utolsó húzott lapként.
A játékosok kézbe vett lapjaikból színsor-, vagy csoport kezdeményeket különítenek el, kijelölik az eldobásra szánt kártyákat. A lapok rendezésénél általában eldől a játék stratégiája is. Kiválasztásra kerül, hogy milyen színű és rangú kártyákat tartunk meg, azaz várunk hozzájuk lapokat. Várhatunk a kezdeményekhez egy-egy kártyát, illetve a már kialakított kombinációkhoz is érkezhet hasznos lap.
Az osztótól jobbra ülő játékos kezdi a lejátszást. Kezéből egy számára semleges lapot képével felfelé fordítva az asztal közepére helyez, a dobó halom első kártyájaként. A következő játékos most, és minden sorra kerülése alkalmával két lehetőség közül választhat:
1. Húz egy kártyát a talonból;
2. Felveszi a dobó halom legfelső lapját.
Utóbbit az első húzáskörben bárki kötelezettség nélkül megteheti. Később csak akkor, ha képes a kezéből legalább 51 pontos lerakási minimumot szabályos kombinációkban az asztalra teríteni. Kézlapjaihoz hozzá számíthatja a felvett lap pontértékét is. Felveheti a dobó halom felső lapját akkor is, ha korábban már rakott az asztalra kombinációkat. Általában követelmény, hogy dobó halomból csak két természetes laphoz (nem dzsókerhez) vehető fel kártya. Aki már teljesítette a lerakási minimumot, úgy is felvehet a dobó halomból, hogy a kártyát az asztalon heverő, bárki által lerakott kombináció kiegészítésére használja fel. Az így felvett kártyát azonnal le kell rakni!
A dobó halomban senki sem „turkálhat”, azaz nem nézheti meg a már eldobott kártyákat. Éppen ezért célszerű a lapokat úgy elhelyezni, hogy mindig csak a legfelső legyen látható.
Egy játékos sorra kerülésekor felveheti az utolsóként eldobott kártyát a dobóhalomból az alábbi feltételek mellett:
- a húzott lap értékével együtt képes teljesíteni
a lerakási minimumot, vagy már korábban megtette ezt;
- a kártyát játék befejezéséhez veszi fel;
- kezében lévő két természetes laphoz használja fel harmadikként;
- asztalon lévő kombináció kiegészítésére használja fel azt.
A kombinációk lerakása történhet szakaszosan vagy handolással. Egy játékos sorra kerülésekor a húzás és a lapdobás közötti játékszakaszban élhet a lerakás jogával.
Kézből történő befejezésnél nem kötelező a lerakási minimum teljesítése. Előfordulhat, hogy olyan alacsony pontértékű lapok gyűjtésére kényszerülünk, melyekből a 14 lap összeadott értéke nem éri el az 51-et. A handolónak lehetősége van szúrással a dzsókerszerzésre, melyet szabadon felhasználhat a lerakott, egyébként szabályos lapcsoportok képzésénél.
Aki megkezdte a lerakás műveletét, ám mégsem tudja teljesíteni a minimumot vagy elérni a játék befejezését, visszaveheti kártyáit. Egyetlen kötelezettsége, hogy visszaállítsa az eredeti asztali állapotot. A játékosok közösen ellenőrzik a lerakott kombinációkat. A felfedezett szabálytalanságot bármelyikük jelezheti. A lerakónak ilyenkor ki kell javítani a hibát, pótolni a hiányosságot. Nem ritka esemény a römiben, hogy a játékos az összes lap felvételére kényszerül.
Amíg a lerakó nem fejezi be a lerakást (nem dob lapot), addig átrendezheti az általa lerakott lapokat.

### A leggyakoribb hibák
- a lerakott kombinációk értéke nem éri el a minimumot;
- a játékos nem tudja befejezni handolással a játékot;
- színhiba a sorozatban;
- színhiba azonos rangú kártyák között (duplázás);
- hiány a sorozatból;
- dobólap jogtalan felvétele;
- cserelap jogtalan felhasználása;
- két dzsóker szerepel egy sorozatban vagy csoportban;
- a játékosnak nem marad dobólapja.

Nem számít szabálytalanságnak, ha valaki rossz sorrendben rakta le sorozatát. Figyelmeztetni kell tévedésére, és a sorrend javítása után tovább mehet a játék. A négy természetes lapból álló, teljes csoportokat az áttekinthetőség javítása érdekében a dobó halomba szokták rakni, hiszen ezeknek már nincs szerepe a játékban. Ha egy játékos teljesítette a lerakási minimumot, minden sorra kerülése alkalmával – ha lehetősége van rá – újabb, szabályos lapcsoportot tehet az asztalra, illetve kiegészítheti a már lerakott kombinációkat.
A römiben szúrásnak nevezik az asztalon elhelyezett kombinációk kiegészítését. Minden játékos élhet ezzel a lehetőséggel, ha sorra kerül. Alapfeltétel viszont, hogy előzőleg teljesítenie kell a lerakási minimumot, vagy handolással kell befejeznie a játszmát.
A játékos szúrással szerezhet dzsókert is az asztalról az alábbiak szerint:
színsorból: a természetes lap lerakásával felveheti a dzsókert. Pl. kőr 7, kőr 8, dzsóker (kőr 9), kőr 10: a kőr 9 lerakásával szerezhető meg a helyettesítő lap;
csoportból: három azonos rangú kártya mellől felveheti a dzsókert a játékos, ha a
negyediket is az asztalra helyezi. Pl. pikk 5, treff 5, káró 5, dzsóker (kőr 5): a kőr 5 lerakásával vehető fel a helyettesítő lap; Három lapos csoportból nem vehető fel a dzsóker! A szúrással szerzett dzsókert azonnal fel kell használni. Ennek egyik lehetősége, hogy két kézlapot rakunk hozzá. Ám erre gyakran nincs lehetőség. Ilyenkor olyan asztali kombinációhoz kell tenni, melyben nincs helyettesítő lap.
Véget ér a játék, ha az egyik résztvevő valamennyi kártyáját szabályos kombinációkban asztalra terítette és az utolsó lapot a dobó halomba rakta. A játék befejezéséhez csak handolásnál használható fel utolsó húzott kártyaként a cserelap.

### Elszámolás
A lapjait elfogyasztó személy megnyeri a játékot. Ezért (-) 20 pontot írhat. A többiek a kezükben maradt kártyák értékeinek összes pontszámát írják fel (+) előjellel. Aki a játszma során nem volt képes kombinációkat az asztalra tenni, (+) 100 pontot ír. Handolásnál a nyertes (-) 40 pontot ír, társai a kiszámolt pontok kétszeresét, illetve (+) 200 pontot. Szúró handnál nem érvényesül a kétszeres szabály, a nyertes is csak -20 pontot kap.
A kártyák értéke a végső elszámolásnál: Ász: 11 pont. Király, dáma és bubi: 10 pont. A számozott lapokat a rajtuk lévő értékkel kell számolni, a dzsóker pedig 15 pontot ér.
Az osztásonként elért eredményeket a játékvezető papírra jegyzi, és folyamatosan összesíti. A 7, 9 vagy 10 osztásból álló partit az a játékos nyeri, aki a legkevesebb pontot gyűjtötte. Szokás a römit pénzre is játszani. Osztásonként vagy partinként fizetnek a vesztesek a nyertesnek.

## Rablórömi

### Kártya
Kártya: francia, 2×52 lap, Jokerek nélkül
Játék típusa: gyűjtő-lerakó
Játékosok: 2, 3, 4, 5, 6
2-6 személy vehet részt a játékban, és 2×52 lapos kártyát használnak, Jokerek nélkül. A keverést követő osztásnál mindenki 10 lapot kap, aki kezd 11-et. Fontos különbségek az alapjátékban leírtakhoz képest, hogy a rablórömiben nincs dobó halom, továbbá cserelapot sem tesznek a talon alá.

### A játék célja
A kézlapok elfogyasztása.

### A játék menete
A rablórömi jobbra tartással folyik. Az osztótól jobbra ülő játékos, majd a többiek is sorban, egy lapot húznak a zárt talonból. Lapdobás nincs, mindenki kezében igyekszik szabályos kombinációkat összegyűjteni. A játék bármely fázisában rakható le kártya, a lerakási minimum három lapból álló kombináció. Aki teljesítette ezt, szabadon gazdálkodhat az asztalra helyezett összes lappal. Azaz tetszése szerint megváltoztathatja a kombinációk összetételét, lapokat szúrhat be, felvehet kártyákat, megbonthatja a sorozatokat és lapcsoportokat. Egy játékos, ha érdekei megkívánják, akár az összes asztali lapot felveheti. A többi résztvevő feladata, hogy ellenőrizze a kialakított lapcsoportokat. Egyetlen kötöttség, hogy a kiindulási helyzethez képest legalább egy lappal kevesebb maradhat a játékos kezében. Természetesen az asztalon csak szabályos kombinációk lehetnek. Ha ezt nem sikerül elérni egy játékosnak, vissza kell állítani az eredeti állapotot.
Megnyeri a játékot az a személy, aki minden kártyáját képes a kombinációkhoz felhasználói, továbbá azon személy akinek a lapjai csak piros, illetve fekete kártyalapokból állnak.
Játéknyerésért (+) 20 pont jár. A többiek a kezükben maradt kártyák összes pontértékét írják fel (-) előjellel. Aki nem tudott egyetlen lapot sem letenni, laponként egységesen (-) 10 pontot ír.
Egy játszma meghatározott számú osztásból áll, vagy bizonyos pontszám eléréséig tart. A rablórömi veszélye a lassú játékosok várakozásában rejlik, ami rövid idő alatt unalomba döntheti az egész társaságot.

## Kopogós römi

### Kártya
52 lapos francia
Játék típusa: gyűjtő-lerakó
Játékosok: 2

### A játék célja
Sorozatok és azonos rangú lapok összegyűjtésével a kézlapok asztalra rakása. Sorozatban az ász csak a 2-es mellé rakható le.

### A lapok értéke
Ász: 1 pont. Király, dáma, bubi és 10: 10 pont. A 2-9 lapok a rajtuk lévő számmal azonos pontot érnek.

### A játék menete
Mindkét fél 10-10 lapot kap, a következőt az osztó nyitottan teszi az asztal közepére (felső lap), ez jelzi a maximális értéket, amellyel a játékot befejező kopoghat. Ha például ez 6-os, a kopogással befejező játékos össze nem függő lapjainak értéke nem lehet 6-nál több. Ha a felső lap ász, a játszmát kopogással nem lehet befejezni. Ha pikk lett a felső lap, ez megduplázza a téteket. A maradok lapok húzható talonként használják.
Az osztó ellenfele kezdi a játékot. Felveszi a felső lapot, vagy nem. Ha nem vette fel, ezt az osztó teheti meg. Ha senki sem vette fel, az induló a csomag tetejéről húz. Minden húzás után el kell dobni egy kártyát nyitottan a dobóhalomba. Ennek felső lapja az ellenfél által felvehető. Ha bármelyik fél minden lapját fel tudja használni összefüggésekben, „Römi” bemondásával leteríti kártyáit és utolsó lapját a dobóhalomba teszi. Ellenfele is leteríti összefüggéseit, és megszámolja kézben maradt lapjainak értékét.
Ha valaki kopogással fejezi be a játékot, eldob egy lapot, és bejelenti, hogy kopog. Ekkor összefüggő kombinációit leteríti az asztalra, kézlapjainak értékét összeadja és bemondja. Az ellenfél is lerakja lapjait: külön csoportosítja összefüggő lapjait; bármennyi lapot hozzáilleszthet a kopogó által lerakott kártyákhoz; külön teheti le a kopogott értéknek megfelelő lapjait. Megmaradt, semleges lapjainak értékét összeadja, ezt mínuszként írják fel.
Ha a kopogó ellenfelének össze nem függő lapjai a kopogóéval megegyező vagy alacsonyabb összértékűek, ő nyert. Felírja a megmaradt lapok különbségét és 25 pont jutalmat.
Aki tíz összefüggő lapot leterít, römit csinált, 25 pontot kap és ellenfele megmaradt lapjainak összegét is. Ilyenkor az ellenfél csak összefüggő lapjait terítheti le, a győztes kombinációihoz nem tehet hozzá.
Ha csak két kártya maradt a csomagban, a soron következő felveheti az utoljára eldobott lapot és befejezheti a játékot, de nem húzhat a két utolsó lapból. Ha nem tudta befejezni, a játszma érvénytelen.
A játék 150 pont eléréséig tart. Az elszámolásnál a győztes megkapja a két játékos végső pontszáma közötti különbséget; minden nyert játszmáért 25 pontot; a játék megnyeréséért külön 150 pontot. Ha valaki úgy jut el 150 pontig, hogy ellenfele egyetlen pontot sem szerzett, további 150 pontot kap.

## Külső hivatkozások
- Römi.lap.hu – linkgyűjtemény
- Römi hírek, információk, leírások
- Römi szabályok, stratégiák, gin römi suli Archiválva 2009. február 20-i dátummal a Wayback Machine-ben